# كايل أورايلي
كايل أورايلي هو مصارع محترف كندي، ولد في 1 مارس 1987 في ديلتا في كندا.

## وصلات خارجية
- كايل أورايلي على موقع دبليو دبليو إي (الإنجليزية)
- كايل أورايلي على موقع CageMatch worker (الإنجليزية)
- كايل أورايلي على موقع قاعدة بيانات المصارعة على الإنترنت (الإنجليزية)
- كايل أورايلي على موقع عالم المصارعة على الإنترنت (الإنجليزية)
- كايل أورايلي على موقع عالم المصارعة على الإنترنت (الإنجليزية)

- كايل أورايلي على موقع IMDb (الإنجليزية)
- كايل أورايلي على موقع قاعدة بيانات الفيلم (الإنجليزية)